# Chi Hoàng dương
Chi Hoàng dương (danh pháp khoa học Buxus), là một chi thực vật của khoảng 70 loài trong họ Hoàng dương (Buxaceae). Tên gọi chung của chúng là hoàng dương.
Các loài hoàng dương có nguồn gốc ở miền tây và miền nam châu Âu, miền tây nam, nam và đông châu Á, châu Phi, Madagascar, khu vực phía bắc Nam Mỹ, Trung Mỹ, México và Caribe, với phần lớn các loài sinh sống trong khu vực nhiệt đới và cận nhiệt đới; chỉ có các loài ở châu Âu và một số loài châu Á là chịu được lạnh. Trung tâm đa dạng có tại Cuba (khoảng 30 loài), Trung Quốc (17 loài) và Madagascar (9 loài).

## Đặc điểm
Chúng là các cây bụi hay cây gỗ nhỏ thường xanh lớn chậm, cao khoảng 2–12 m (ít khi tới 15 m). Các lá mọc đối, hình từ tròn tới mũi mác, bóng mặt; ở phần lớn các loài lá khá nhỏ, thường dài 1,5–5 cm và rộng 0,3-2,5 cm, nhưng ở B. macrocarpa thì lá dài tới 11 cm và rộng 5 cm. Hoa nhỏ màu vàng lục, đơn tính cùng gốc (cả hoa đực lẫn hoa cái trên cùng một cây). Quả là loại quả nang nhỏ dài 0,5-1,5 cm (tới 3 cm ở B. macrocarpa), chứa vài hạt nhỏ.
Chi này được chia thành ba tổ khác nhau về mặt di truyền, mỗi tổ có mặt tại các khu vực khác nhau, với các loài Á-Âu ở một tổ, các loài châu Phi (ngoại trừ các loài ở tây bắc châu lục này) và Madagasca thuộc tổ thứ hai và các loài châu Mỹ thuộc tổ thứ ba. Các loài châu Phi và châu Mỹ về mặt di truyền là gần gũi với nhau hơn các loài Á-Âu.

## Một số loài
- Châu Âu, tây bắc châu Phi, châu Á
  - Buxus austro-yunnanensis (hoàng dương Vân Nam; tây nam Trung Quốc)
  - Buxus balearica (hoàng dương Balearic; quần đảo Balearic, miền nam Tây Ban Nha, tây bắc châu Phi)
  - Buxus bodinieri (Trung Quốc)
  - Buxus cephalantha (Trung Quốc)
  - Buxus cochinchinensis (hoàng dương Nam Bộ, cà mà Nam Bộ; Việt Nam, 'Malaysia)
  - Buxus colchica (hoàng dương Gruzia; miền tây Kavkaz)
  - Buxus hainanensis (hoàng dương Hải Nam; Hải Nam, Trung Quốc)
  - Buxus harlandii (hoàng dương Harland, hoàng dương lá nhỏ; Việt Nam, miền nam Trung Quốc)
  - Buxus hebecarpa (Trung Quốc)
  - Buxus henryi (hoàng dương Henry; Trung Quốc)
  - Buxus hyrcana (hoàng dương Caspi; Alborz, miền đông Kavkaz)
  - Buxus ichangensis (Trung Quốc)
  - Buxus latistyla (cà mà vòi to; Việt Nam, Trung Quốc)
  - Buxus linearifolia (Trung Quốc)
  - Buxus megistophylla (Trung Quốc)
  - Buxus microphylla (hoàng dương lá dài, cà mà lá nhỏ; Việt Nam, Triều Tiên, Trung Quốc; đã được trồng từ rất lâu tại Nhật Bản)
  - Buxus mollicula (Trung Quốc)
  - Buxus myrica (hoàng dương dâu; Việt Nam, Trung Quốc)
  - Buxus papillosa (miền tây Himalaya)
  - Buxus pubiramea (Trung Quốc)
  - Buxus rivularis (Philippin)
  - Buxus rolfei (Borneo)
  - Buxus rugulosa (Trung Quốc, miền đông Himalaya)
  - Buxus rupicola (Malaysia)
  - Buxus sempervirens (hoàng dương châu Âu; miền tây và miền nam châu Âu, ngoại trừ khu vực tây nam)
  - Buxus sinica (hoàng dương Trung Quốc; Trung Quốc, Triều Tiên, Nhật Bản)
  - Buxus stenophylla (Trung Quốc)
  - Buxus wallichiana (hoàng dương Himalaya; Himalaya)
- Châu Phi, Madagascar
  - Buxus acuminata (châu Phi: Zaire; đồng nghĩa Notobuxus acuminata)
  - Buxus calcarea (đặc hữu Madagascar)
  - Buxus capuronii (đặc hữu Madagascar)
  - Buxus hildebrantii (Đông Phi: Somalia, Ethiopia)
  - Buxus humbertii (hoàng dương Humbert; đặc hữu Madagascar)
  - Buxus itremoensis (đặc hữu Madagascar)
  - Buxus lisowskii (Congo)
  - Buxus macowanii (hoàng dương Cape; miền đông và miền bắc Nam Phi)
  - Buxus macrocarpa (đặc hữu Madagascar)
  - Buxus madagascarica (hoàng dương Madagasca; Madagascar, Comoros)
  - Buxus monticola (đặc hữu Madagascar)
  - Buxus moratii (Madagascar, Comoros)
  - Buxus natalensis (hoàng dương Natal; miền đông Nam Phi; đồng nghĩa Notobuxus natalensis)
  - Buxus obtusifolia (Đông Phi; đồng nghĩa Notobuxus obtusifolia)
  - Buxus rabenantoandroi (đặc hữu Madagascar; đồng nghĩa B. angustifolia GE Schatz & Lowry non Mill.)
- Châu Mỹ
  - Buxus aneura (Cuba)
  - Buxus bartletii (Trung Mỹ)
  - Buxus brevipes (Cuba)
  - Buxus citrifolia (Venezuela)
  - Buxus crassifolia (Cuba)
  - Buxus ekmanii (Cuba)
  - Buxus excisa (Cuba)
  - Buxus heterophylla (Cuba)
  - Buxus imbricata (Cuba)
  - Buxus lancifolia (Mexico)
  - Buxus macrophylla (Trung Mỹ)
  - Buxus mexicana (Mexico)
  - Buxus muelleriana (Cuba)
  - Buxus olivacea (Cuba)
  - Buxus pilosula (Cuba)
  - Buxus portoricensis (Puerto Pico)
  - Buxus pubescens (Mexico)
  - Buxus rheedioides (Cuba)
  - Buxus vahlii (hoàng dương Vahl hay hoàng dương trơn; Puerto Pico; đồng nghĩa B. laevigata)

### Biểu tượng và sử dụng
Hoàng dương nói chung được sử dụng làm hàng rào hay cây cảnh tạo hình, gỗ rất nặng của nó có giá trị trong chạm khắc gỗ và làm chữ in bằng gỗ trong in ấn. Hoa rất nhỏ của chúng có nghĩa là hoàng dương được trồng chủ yếu vì tán lá của chúng.

## Thư viện ảnh

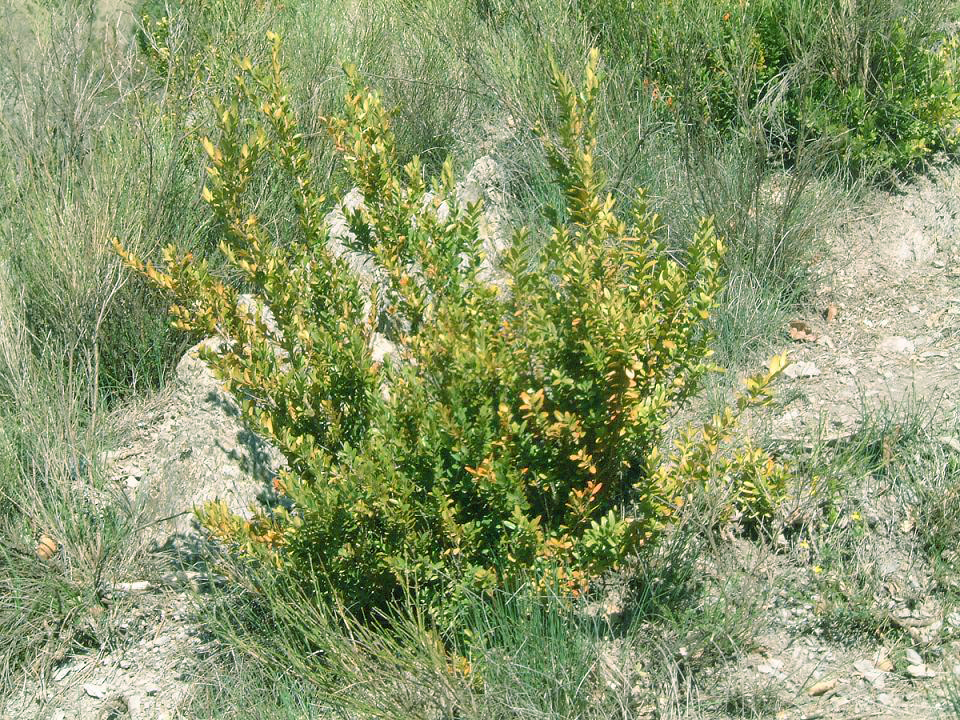
Buxus sempervirens
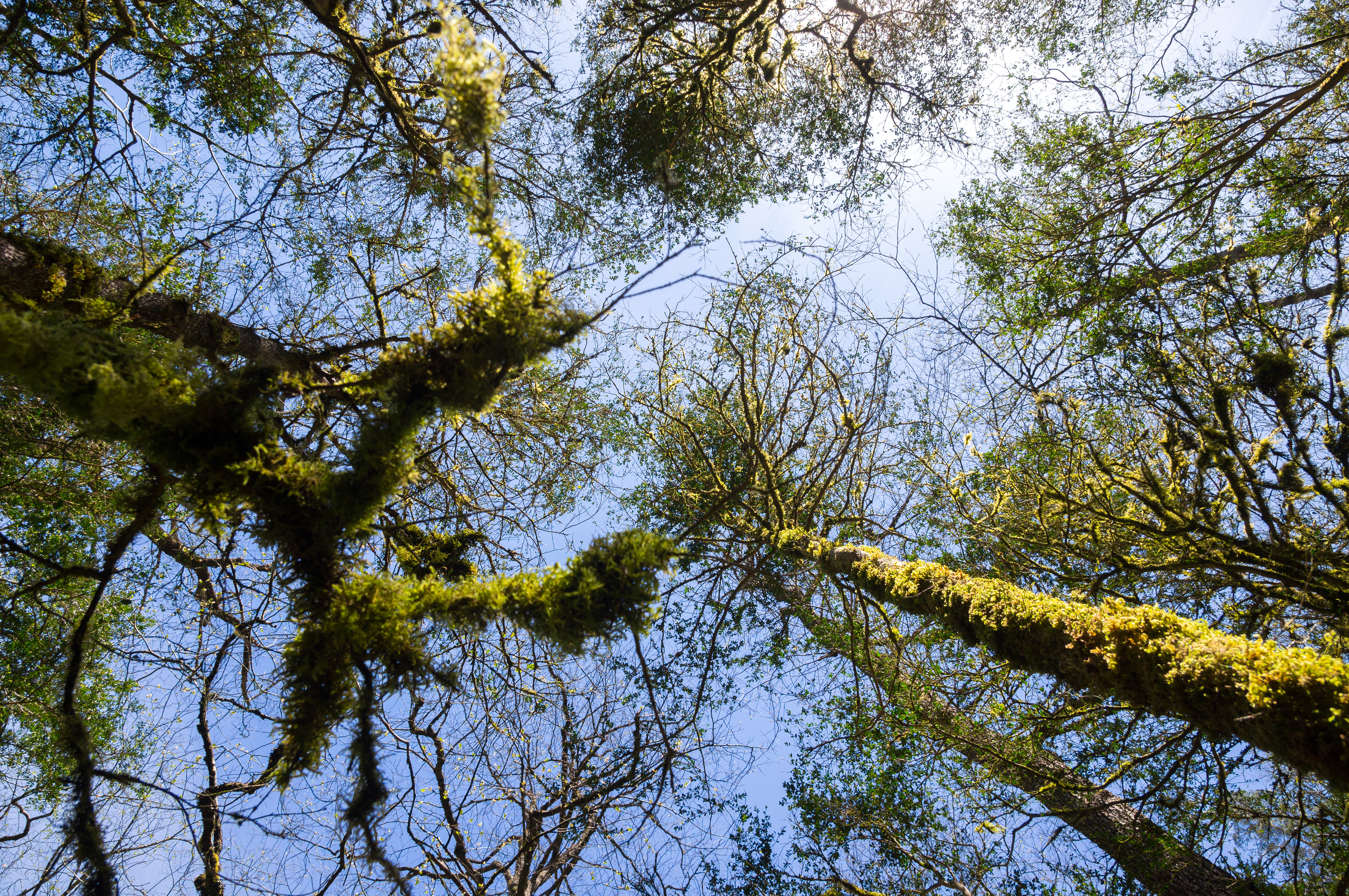
Buxus colchica
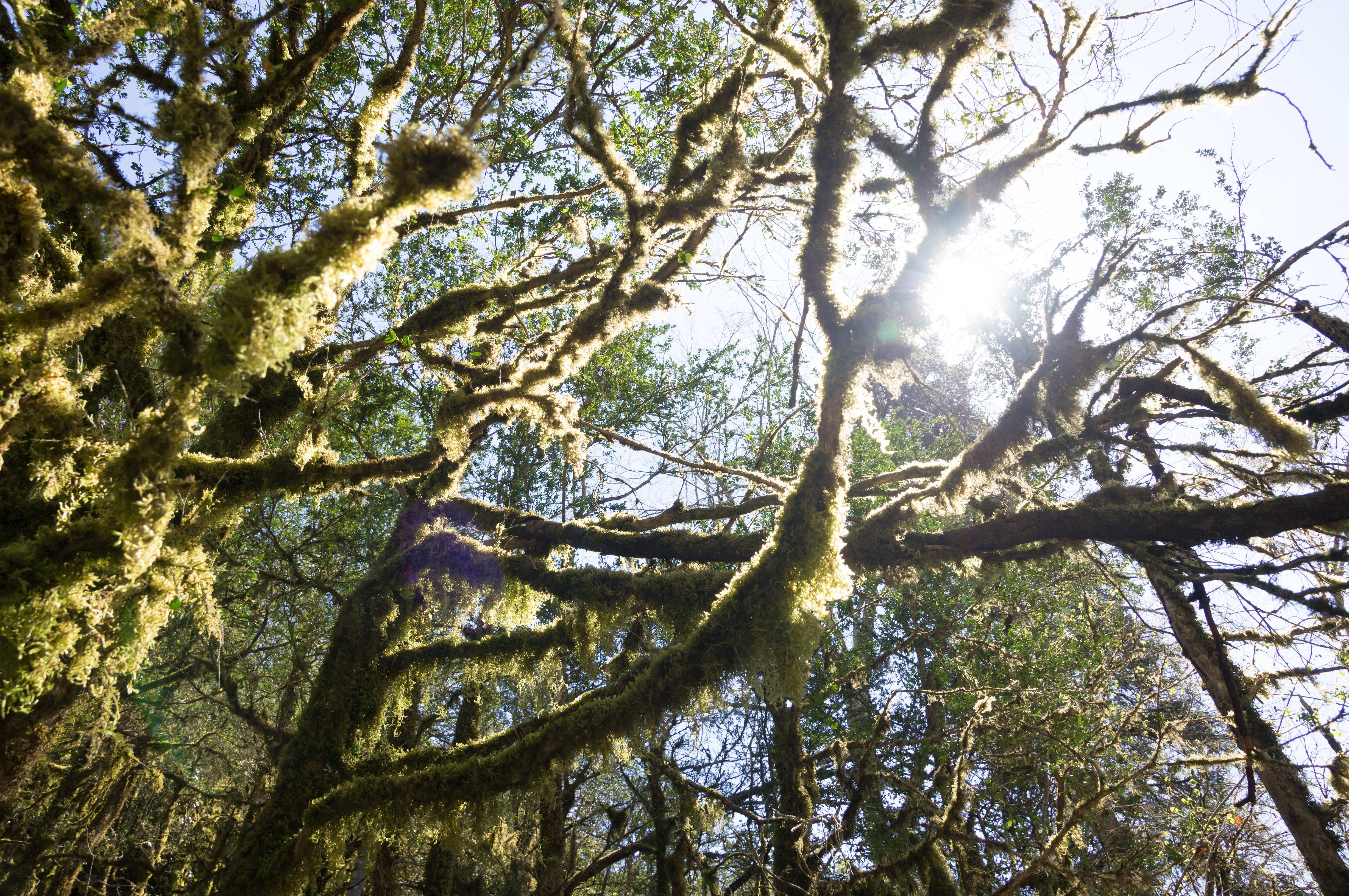
Buxus colchica
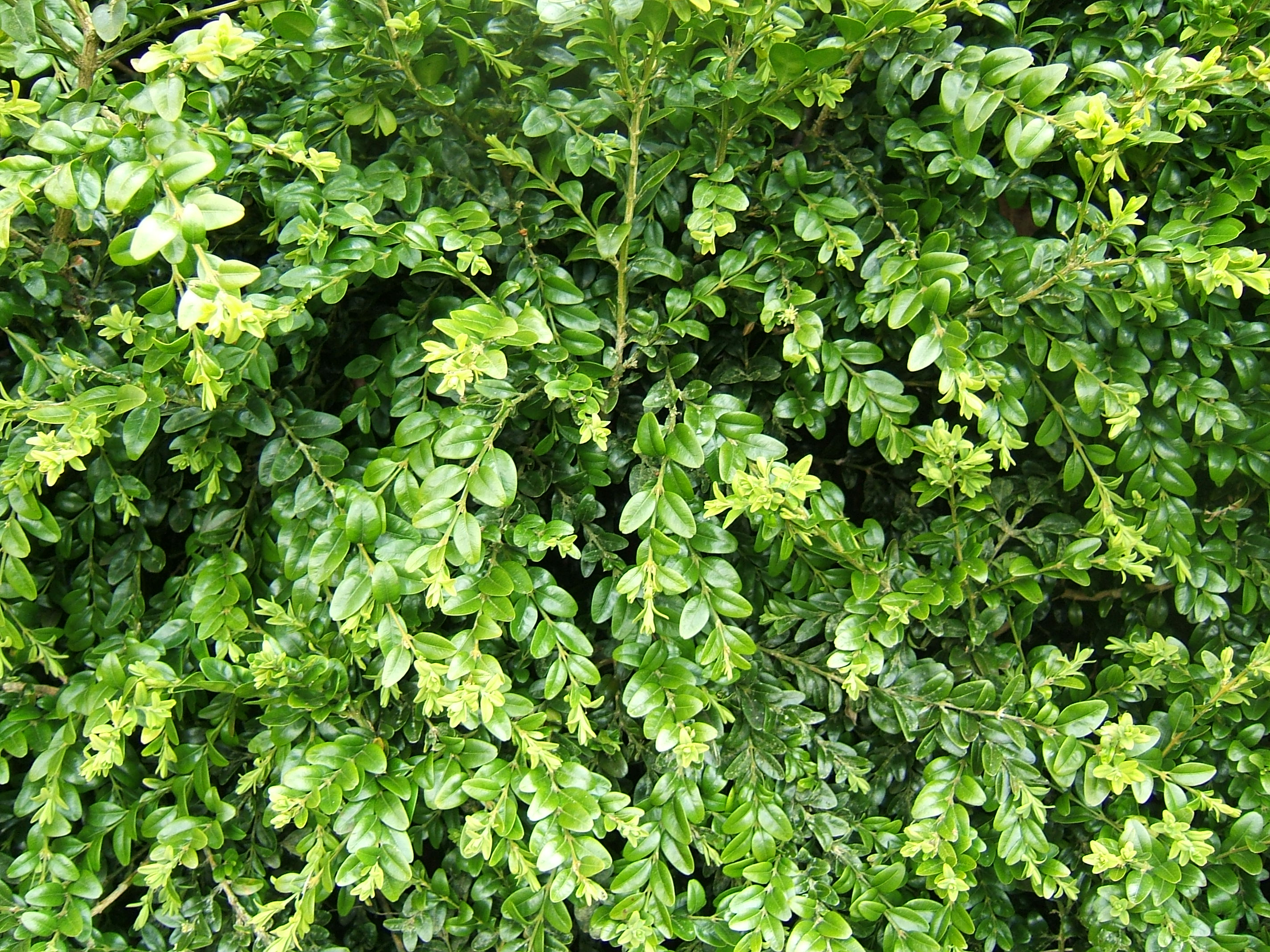
Lá Buxus sempervirens
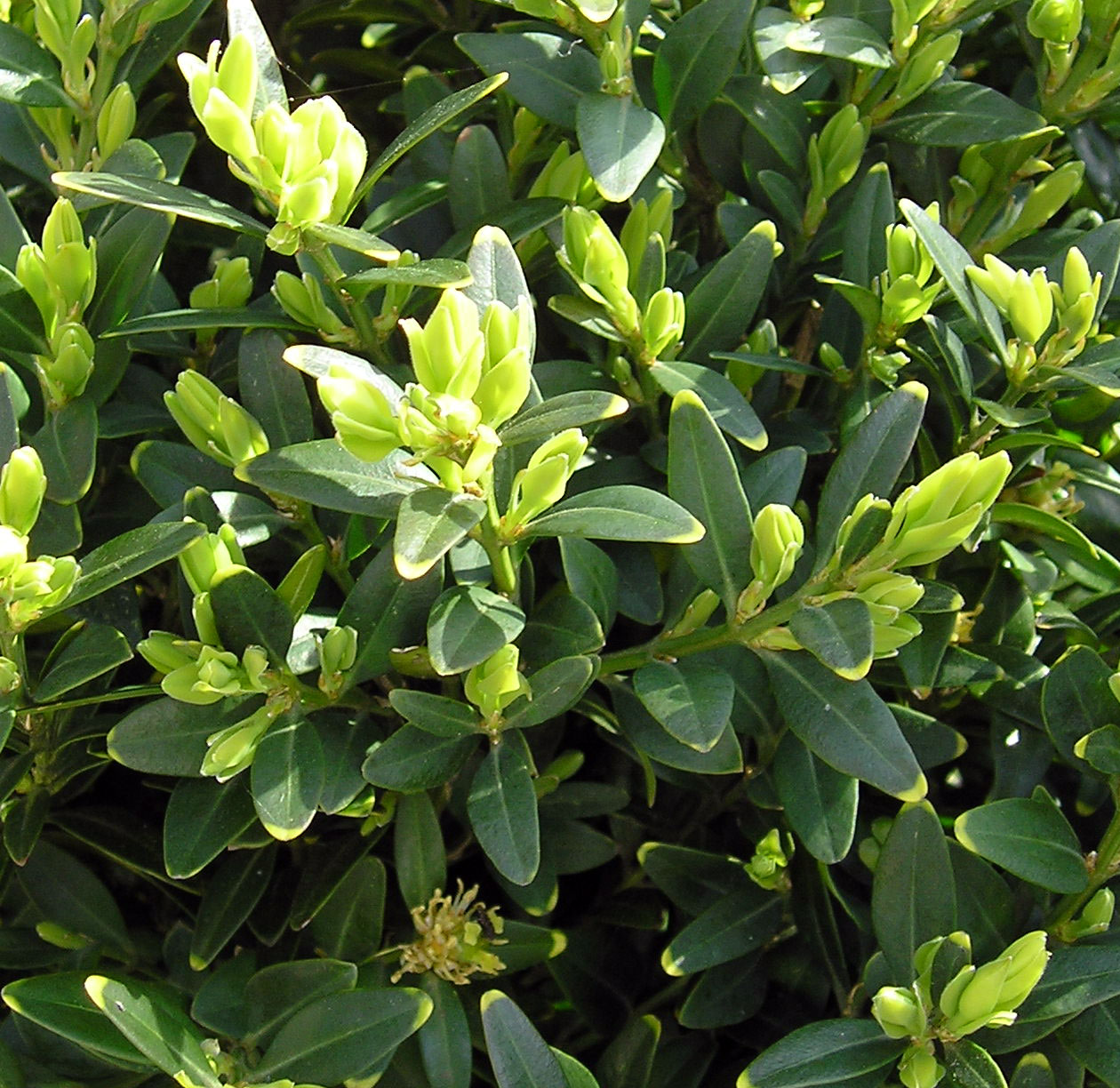
Lá Buxus sempervirens